# 千葉隆広
千葉 隆広（ちば たかひろ、2005年5月15日 - ）は、北海道上川郡鷹栖町出身のプロ野球選手（投手・育成選手）。左投左打。読売ジャイアンツ所属。

## 経歴

### プロ入り前
2歳時に永山ちびっ子野球クラブで競技を始め、小学生の時からクロスカントリースキー、陸上、水泳、ダンス、ピアノにも励み、クロスカントリースキーでは全国レベルになっていた。鷹栖中では旭川北稜シニアでプレーした。
旭川明成高では1年春に背番号8で初めてベンチ入りし、2021年秋から6季連続で地区予選突破、準優勝した2023年夏の北北海道大会では創部初の決勝進出に貢献した。
2023年10月26日に開催された育成ドラフト6位で読売ジャイアンツに投手として指名された。11月12日、支度金290万円、年俸360万円で入団に合意した（金額は推定）。背番号は016。

### 巨人時代
2024年は高卒1年目ながらシーズン中盤から三軍の先発ローテーションに定着。16試合に登板して3勝3敗、防御率1.84を記録した。

## 人物
一軍～三軍の試合をくまなくチェックすることを日課としている。

## 選手としての特徴
ストレートの最速は145km/h。
三軍投手コーチを務める野上亮磨は「高いレベルの優れた観察力を持っている。打者を見ながら投げられる器用さ、どこでもこなせる器用さがあるので、将来的には先発、中継ぎ両方ができる投手を目指してほしい」とコメントしている。

## 詳細情報

### 背番号
- 016（2024年[4] - ）